# 董寵
董宠（?—?），河间郡人，東漢時期大臣，為永乐太后董氏之兄。汉灵帝的舅舅。
董氏为解犊亭侯刘苌夫人，永寿二年（156年）生子刘宏。永康元年（167年）汉桓帝无子驾崩，朝廷议立解犊亭侯刘宏为皇帝，即汉灵帝。董宠官至执金吾，汉灵帝建宁三年（170年），执金吾董宠诈称受其妹董太后懿旨，向皇帝请求办理某事，被发觉后逮捕入狱，判处死刑。董宠之子董重在汉少帝刘辩在位时，官至车骑将军。